# Castle Pines
Castle Pines, precedentemente nota come Castle Pines North, è un centro abitato (city) degli Stati Uniti d'America della contea di Douglas nello Stato del Colorado. La popolazione era di 10,360 persone al censimento del 2010. La città si trova a 19 miglia (31 km) a sud-est dal Campidoglio di Denver. La città si trova a nord della città di Castle Rock e a sud della città di Lone Tree.

## Geografia fisica
Secondo lo United States Census Bureau, ha un'area totale di 9,01 mi² (23,34 km²).

## Storia
La città di Castle Pines North è stata approvata con voto popolare il 6 novembre 2007 e ufficialmente incorporata con la prima elezione dei dirigenti comunali il 12 febbraio 2008. Al momento della costituzione, Castle Pines era parte della contea di Douglas di prima nuova città dal 1995, e divenne il duecentosettantuno comune del Colorado. La visione dichiarata della città è a "migliorare carattere unico della nostra comunità, garantendo eccellenti infrastrutture, quartieri sicuri, la massima partecipazione dei cittadini e lo sviluppo di coscienza che bilancia spazio aperto, residenziale e uso commerciale".
La città fu accolta come una città di legge in base al diritto del Colorado e segue il sistema di governo Sindaco-Consiglio.
La città di Castle Pines North è stata approvata dal voto popolare il 2 novembre 2010 e successivamente ha cambiato nome ufficiale in Castle Pines.

## Società

### Evoluzione demografica
Al censimento del 2010, c'erano 10,360 persone.

### Etnie e minoranze straniere
Secondo il censimento del 2010, la composizione etnica della città era formata dal 92,6% di bianchi, l'1,1% di afroamericani, lo 0,2% di nativi americani, il 2,6% di asiatici, lo 0,1% di oceanici, l'1,0% di altre razze, e il 2,3% di due o più etnie. Ispanici o latinos di qualunque razza erano il 5,5% della popolazione.